# Марк IV
Марк IV е британски танк, използван през Първата световна война и е първият масово произвеждан танк. Той е четвъртият от „семейството“ си британски танкове, поредицата Марк (от англ. mark – версия на дизайн, продукт) завършваща със създаването на Марк IX, въпреки че е бил планиран и Марк X, но не бива създаден поради края на войната. Марк IV е огромно подобрение на предишната версия. Участва в първата танкова схватка в историята.

## Разработка
Алберд Гералд Стерн желаел новият Марк да е с подобрени трансмисия и двигател. Проектът да се създадат 200 не бил завършен до крайната дата – 1 април 1917 и през следващия месец започнало производство на не много подобрени версии.
Както и при останалата част от Марк серията, бойните танкове се разделят на „мъжки“ и „женски“ според въоръжението – първите са снабдени с две QF Хотчкис 6 паундови оръдия и три картечници, а вторите с 5 картечници. При Марк IV оръдията са по-къси, за да не затъват в земята при движение под голям наклон. Картечниците са Луис – известни със своите проблеми като крехката цев и честото прегряване, но заместват използваните в миналите Марк-ове картечници Хотчкис, понеже държат много повече патрони (98 в барабанен магазин срещу само 14 в лента). Около май 1917 година се изобретява подобрение на лентите с муниции за Хотчкис, но при поставянето на тези картечници на местата на Луис възникват проблеми в дизайна.
Марк IV има и друго нововъведение – помощно средство за излизане от окопи, ровове, кратери и т.н. Това е голям снип от съчки, който може да се спусне пред веригите на танка, за да могат да се захванат за нещо. По-нататък се използват железно подсилени греди със същата цел.

## Производство
В произвеждането на Марк IV взимат участие следните производителите: Метрополитън (Metropolitan), Фостърс ъф Линкълн (Fosters of Lincoln), Армстронг-Уитуърт (Armstrong-Whitworth), Ковентри Орднанс Уъркс (Coventry Ordnance Works), Уилям Бийрдмор и компания (William Beardmore and Company), Мирлеес, Уотсън и ко.(Mirrlees, Watson & Co.). Общо са създадени 1220 танка – 420 „мъжки“, 595 „женски“, 205 пригодени за пренасяне на снаряди.

## Участие на бойното поле
За пръв път вземат участие в по-големи бройки при Месине (Фландрия, 50°45′51.84″ С 02°53′53.16″ И, 7 – 14 юни 1917 г.), но имат затруднение при движение на терена и се движат по-бавно от пехотата (не трябва да се забравя, че целта на танковете пред Първата световна е била точно да пробиват защитите на противника и да преминават окопите, проправяйки път за пехотата), но въпреки това някои от тях оказали влияние над битката. Подобна е и ситуацията при Пашендейл като дори потъвали в мочурливия терен.
В битката при Камбре 460 Марк IV успяват да пробият Линията „Хинденбург“ в участък широк 10 км и дълбок 6 км. Това е доказателство за големия ефект, който оказват танковете в по-големи количества.
По време на втората битка при Вийер-Бретоно (Северна Франция, 49°52′ С 2°31′ И, 17 – 18, 24 – 25 април 1918 г.) един „мъжки“ и два „женски“ се изправят срещу германски A7V, който се преобръща навярно започнал да се движи по наклон (тези танкове нямали толкова широко разделечени вериги, даже още един се преобърнал същия ден). След малко се появяват още два, „женските“ вече са отстъпили, но се появяват 7 от новите британски Уипит (само 4 от тях се завръщат).